# Гадирова, Дженнифер
Дженнифер Гадирова (англ. Jennifer Gadirova; род. 3 октября 2004, Дублин) — британская гимнастка. Серебряный призёр чемпионата мира среди юниоров 2019 года в опорном прыжке, где выступала вместе со своей сестрой-близнецом Джессикой. Бронзовый призёр летних Олимпийских игр 2020 года от Великобритании наряду с сестрой Джессикой Гадировой, а также Элис Кинселлой и Амели Морган.

## Биография
Дженнифер Гадирова и её сестра-близнец Джессика имеют азербайджанское происхождение. Их отец Натиг Гадиров является гражданином Азербайджана, мать также азербайджанка. Гадирова родилась в Дублине, в то время её родители находились на работе в Ирландии. Гадирова имеет ирландское и британское гражданство. Родители отца живут в Баку: бабушка — педиатр на пенсии, а дедушка — профессор физико-математических наук. Вместе с сестрой Гадировы начали заниматься гимнастикой в шесть лет, чему поспособствовало желание их матери.

## Карьера

### Детский уровень

#### 2016
В марте Дженнифер Гадирова участвовала в чемпионате Англии, где заняла четвертое место в многоборье и первое в вольных упражнениях. Гимнастка стала обладательницей трофея Christine Bowker Artistry Trophy.

### Юниорский уровень

#### 2018
В феврале Гадирова выступила на чемпионате Англии, где заняла двенадцатое место. В следующем месяце она участвовала в чемпионате Великобритании, где заняла девятнадцатое место в многоборье, шестое в опорном прыжке и пятое в вольных упражнениях. Она закончила сезон на командном чемпионате Великобритании, где заняла 11-е место в юниорском многоборье.

#### 2019
В марте Гадирова участвовала на чемпионате Англии, где заняла третье место вслед за Ондиной Ачампонг и Хэлли Хилтон и опередила свою сестру Джессику. Позже в том же месяце она участвовала в чемпионате Великобритании, где заняла пятое место в многоборье, а затем выиграла золото в вольных упражнениях, серебро в опорном прыжке, устпупив только Энни Янг и бронзу на брусьях вслед за Ачампонг и Янг.
В июне Гадирова участвовала в чемпионате мира среди юниоров в Дьёре вместе с сестрой Джессикой и Алией Лит. В командном финале они заняли шестое место, а в индивидуальном многоборье Дженнифер Гадирова финишировала седьмой. В финале соревнований в опорном прыжке с результатом 14,133 балла она стала второй вслед за американкой Кайлой ДиЧелло, таким образом завоевав серебро. Также она заняла шестое место в бревне (13,133) и четвертое в вольных упражнениях (13,266). Гадирова стала первой британской гимнасткой, завоевавшей медаль на чемпионате мира среди юниоров.
В июле Гадирова участвовала в соревнованиях Sainté Gym Cup, где помогла Великобритании выиграть командное золото. В сентябре она участвовала на командном чемпионате Великобритании и заняла второе место в юниорском многоборье вслед за сестрой. В ноябре она участвовала в Кубке Массилии во Франции, выиграв золото в опорном прыжке и серебро в вольных упражнениях.

### Взрослый уровень

#### 2020
В 2020 году Гадирова перешла во взрослую возрастную категорию. Ее первым турниром стал Кубок Америки, где она заменила травмированную Амели Морган. Дженнифер заняла четвертое место из-за падения, уступив американкам Морган Хёрд и Кайле ДиЧелло и японке Хитоми Хатакеда. Она стала лучшей в вольных упражнениях (13,700), в опорном прыжке получила 14,566 балла, а также показала второй результат на бревне (13,933) и десятый на брусьях.

#### 2021
В апреле Дженнифер Гадирова была включена в состав сборной Великобританию на чемпионат Европы вместе со своей сестрой Джессикой, Элис Кинселлой и Амели Морган. Позже в том же месяце она отказалась от участия из-за травмы и её заменила Фиби Якубчик.
7 июня Гадирова была включена в состав сборной Великобритании на Олимпийские игры в Токио вместе со своей сестрой-близнецом Джессикой, Элис Кинселлой и Амели Морган. Выиграла бронзовую медаль в составе команды.

## Результаты
| Год  | Соревнование     | КП | АП | ОП | РБ | ББ | ВУ |
| ---- | ---------------- | -- | -- | -- | -- | -- | -- |
| 2016 | Чемпионат Англии |    | 4  |    |    | 4  | 1  |

| Год  | Соревнования                       | КП | АП | ОП | РБ | ББ | ВУ |
| ---- | ---------------------------------- | -- | -- | -- | -- | -- | -- |
| 2018 | Чемпионат Англии                   |    | 12 |    |    |    |    |
| 2018 | Чемпионат Великобритании           |    | 19 | 6  |    |    | 5  |
| 2018 | Командный чемпионат Великобритании | 3  | 3  |    |    |    |    |
| 2019 | Чемпионат Англии                   |    | 3  |    |    |    |    |
| 2019 | Чемпионат Великобритании           |    | 5  | 2  | 3  |    | 1  |
| 2019 | FIT Challenge                      | 4  | 11 |    |    |    |    |
| 2019 | Чемпионат мира среди юниоров       | 6  | 7  | 2  |    | 6  | 4  |
| 2019 | Sainté Gym Cup                     | 1  | 11 |    |    |    |    |
| 2019 | Командный чемпионат Великобритании | 1  | 2  |    |    |    |    |
| 2019 | Elite Gym Massilia                 |    | 9  | 1  |    |    | 2  |

| Год  | Соревнования  | КП | АП | ОП | РБ | ББ | ВУ |
| ---- | ------------- | -- | -- | -- | -- | -- | -- |
| 2020 | Кубок Америки |    | 4  |    |    |    |    |